# NGC 6896
NGC 6896 — двойная звезда в созвездии Лебедь.
Этот объект входит в число перечисленных в оригинальной редакции «Нового общего каталога».